# 山寨回族乡
山寨回族乡是中华人民共和国甘肃省平凉市华亭市下辖的一个民族乡。

## 行政区划
山寨回族乡下辖以下村级行政区划单位：
甘河村、新庄村、南阳洼村、峡滩村、西街村、北阳洼村、刘河村和东街村。